# من إدارة الإمبراطورية

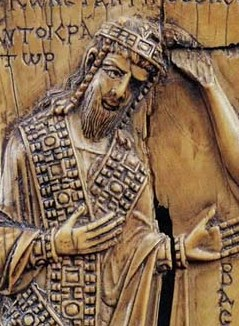
قسطنطين السابع بورفريوجينيتوس في العاج المحفوظ 945.

من إدارة الإمبراطورية (باللاتينية: "De Administrando Imperio") هو العنوان لعمل يوناني كتبه الإمبراطور الروماني الشرقي قسطنطين السابع في القرن العاشر. العنوان اليوناني للعمل هو (باليونانية: Πρὸς τὸν ἴδιον υἱὸν Ρωμανόν)‏ ("إلى ابني الخاص رومانوس"). وهو دليل للسياسة الداخلية والخارجية لاستخدام لابن قسطنطين وخليفته، الإمبراطور رومانوس الثاني.

## روابط خارجية
- Byzantine Relations with Northern Peoples in the Tenth Century
- Of the بجناك, and how many advantages accrue from their being at peace with the emperor of the Romans

Chapters 29-36 at the Internet Archive